# Tulum peyniri
Tulum peyniri (turc, significa formatge de zalea a català) és un formatge de la cuina turca fat amb llet d'ovella o cabra i conservat en una zalea.

## Varietats
- Otlu tulum peyniri